# Joss Stone
Joscelyn Eve Stoker (IPA: ʤɒsəlɪn iːv 'stoʊkə; Dover, 1987. április 11.), közismertebb nevén Joss Stone (IPA: ʤɒs stoʊn) Grammy-díjas brit énekes, dalszerző és színész, műfajai: R&B, soul, blue-eyed soul (fehér soul) és reggae. Amy Winehouse és Duffy mellett a 21. század egyik legnépszerűbb soulénekese, és velük együtt tette népszerűvé a popzenében ismét a klasszikus soul és jazz műfaját.

## Élete korai szakasza
Joscelyn Eve Stoker 1987. április 11-én született a doveri Buckland Kórházban Wendy Stoker (leánykori nevén Wendy Skillin) és Richard Stoker négy gyermeke közül harmadikként. Tizenévesen Ashillben élt, egy kis faluban, Cullompton közelében, Devon megyében. Apja gyümölcs- és dióimport-export üzlettulajdonos, anyja 2004 októberéig Stone menedzsereként dolgozott.
Először az Uffculme Középiskolában lépett fel, Jackie Wilson 1957-es "Reet Petite" dalának feldolgozásával. Enyhe fokú diszlexiája van, és tizenhat éves korában három év elvégzése után – szülei beleegyezésével – abbahagyta középiskolai tanulmányait. "Nem voltam hülye, csak egy kicsit diszlexiás vagyok, nem akadémikus, inkább művésztípus" – mondta. Amikor nyilvánvalóvá vált, hogy pályája jó irányban halad, szülei áldásukat adták rá. Betty Wright egyszerűen "égi ajándéknak" nevezte az énekest, aki ilyen hanggal egyszerűen ostobaság lett volna, ha nem ezt az utat folytatja tovább.

## Zenei pályafutása

### 2001–2003: A kezdet és aThe Soul Sessions

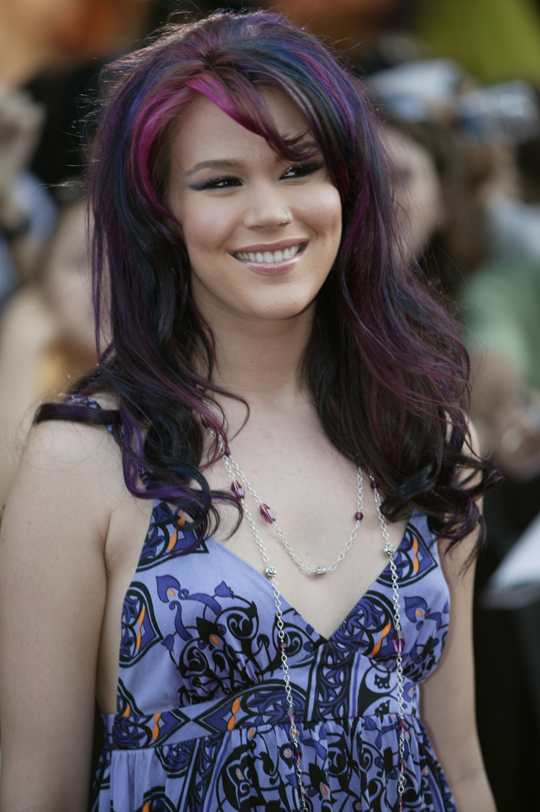
Joss Stone 2007-ben

2001-ben, tizennégy évesen Stone jelentkezett a BBC Star for a Night tehetségkutató műsorába, ahol Aretha Franklin "(You Make Me Feel Like) A Natural Woman" című dalát adta elő, majd egy Whitney Houston-számot, az "It's Not Right but It's Okay"-t. Továbbjutása után elénekelte Donna Summer "On the Radio"-ját, amivel tulajdonképpen meg is nyerte a versenyt. Egy jótékonysági rendezvény kapcsán ismerkedett meg Steve Greenberg lemezkiadóval, aki magával vitte egy meghallgatásra New Yorkba. Itt Gladys Knight "Midnight Train to Georgia" felvételével nyerte el a tetszést, Greenberg azonnal alá is írta vele a lemezszerződést. Betty Wright soulénekesnőt hívta segítségül, hogy a lány hangját minél tökéletesebbre csiszolhassák. Ekkor döntött úgy az énekes, hogy megváltoztatja a nevét, bár ezt vonakodva tette. Anyja úgy gondolta, hogy valami találóbbra van szüksége, mint Stoker. Védve családját a média figyelmétől végül Stone-ra változtatta: nagyanyja vezetéknevét vette fel.
Már gyerekkorától kezdve számos felvételt meghallgatott, köztük az 1960-as és 1970-es évek Amerikájának R&B és soul zenéit olyan előadóktól, mint Dusty Springfield és Aretha Franklin. Ennek eredményeként olyan soul stílus alakult ki nála, mint amilyet a bálványaitól hallott. "Az első CD-m Aretha Franklin: Greatest Hits válogatásalbuma volt. A lemez reklámját a TV-ben láttam, és éppen olyan volt, mintha a dalai egyvelege lenne. Fogalmam sem volt, hogy ki ő, – akkor még csak tízéves voltam. Azt mondtam: 'Ó, igen, ez nagyon jónak tűnik!', és azt kérdeztem az anyukámtól: 'Megkaphatom karácsonyra?' Elmesélte ezt a barátomnak, Dennisnek, aki mindig jó zenéket talált nekem, így ezt is megvette. Ez volt az egyik első albumom, egyszerűen imádtam!"
Később az MTV News-nak így nyilatkozott: "Jobban rá vagyok kattanva a soul zenére, mint bármi másra, az énekesek hangja miatt. Jó énekhangra van szükséged, hogy soult énekelj, mindig is szerettem."
2003-ban Miamiba és Philadelphiába repült, hogy elkezdje első albumának munkálatait. Jó pár feldolgozást vettek fel négy nap leforgása alatt olyan ismert soul-zenészekkel, mint Benny Latimore, Timmy Thomas, Little Beaver, Angie Stone, a The Roots vagy a Questlove. A lemez szeptember 16-án jelent meg és rögtön hírnevet szerzett vele: háromszoros platinalemez lett a The Soul Sessions, majd a 2004-es Mercury zenei díjra is jelölték. Amerikai lemezkiadója az S-Curve Records volt, míg a nemzetközi piacokra az EMI Music jelentette meg az anyagait.

### 2004–2007: AMind Body & Soul, azIntroducing Joss Stonealbumok, színészi bemutatkozása és jótékonysági tevékenysége
2004 áprilisában Stone Cam Noble oldalán szerepelt a VH1 Divas Live 2004 című jótékonysági koncertjén, ahol Ashanti, Cyndi Lauper, Gladys Knight, Jessica Simpson és Patti LaBelle mellett lépett fel, a Save the Music Alapítvány támogatásával. 2004. november 14-én csatlakozott a Band Aid 20-hez, Szudán problémás dárfúri régiója megsegítésére. A csoport tagjai között olyan előadókat találhatunk, mint a Coldplay énekese, Chris Martin és a U2 énekese, Bono, akik újra felvették az 1984-es "Do They Know It's Christmas?" című dalt, amelyet a Band Aid szervezői, Bob Geldof és Midge Ure írtak.
A The Soul Sessions kritikusi elismerését követően új anyagon kezdett dolgozni, és felvette második korongját, a Mind Body & Soul-t, amelyet 2004. szeptember 28-án jelentetett meg, és ugyanaz a csapat készítette, mint az első albumát. Ezen lemezét nevezte az igazi áttörésnek. A hanghordozó ismét több platinát gyűjtött be, egy héten belül a UK Albums Chart élére ugrott, és Joss Stone mai napig legjobb dala, a "You Had Me" bekerült a Top 10-be, Magyarországon pedig a Mahasz Rádiós Top 40 játszási lista 14. helyezését érte el, míg a Mahasz Editors’ Choice rádiós játszási lista 16. helyéig jutott 2005 második hetén. Az albumot és a dalt is jelölték a 2005-ös Grammy-díjra, míg Stone-t a legjobb új előadó díjára, a BBC zenei kritikusai pedig 2004 hangjának, végül az ötödik helyen végzett. Ő lett a legfiatalabb brit női énekes, aki a UK Albums Chart élén végzett.

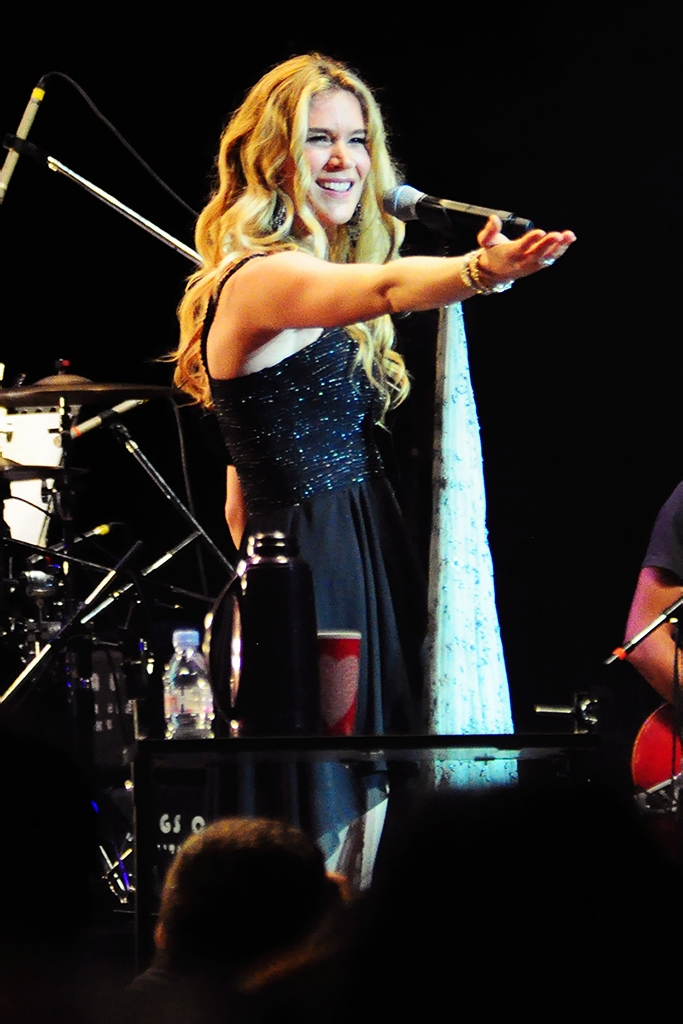
2015., Argentína

Szereplése vitát váltott ki a 2007. február 14-i BRIT Awards díjátadó ünnepségen, miközben átadta a Legjobb brit férfi szóló előadó díját (James Morrison nyerte). Amerikai akcentussal beszélve körbejárta a színpadot, és beszédet mondott Robbie Williamsről, akin Russell Brand műsorvezető korábban tréfálkozott, mivel Williams ugyanazon a héten rehabilitációs kezelésen vett részt. Az énekesnő megjegyzést tett Brandre, utalva arra, hogy ő is a rehabilitáció felé tart (miközben énekelt egy részletet Amy Winehouse "Rehab" című slágeréből). A brit média reakciójára Stone így válaszolt: "Teszek rá, ha az embereknek problémája van az akcentusommal. Ennyit tudok mondani az egészről. Nem változtatok a véleményemen. Akinek ez nem tetszik, ne figyeljen rám! Ettől még nem vagyok kegyetlen ember. Nem tehetek róla, hogy így beszélek, már Amerikában dolgozom 14 éves korom óta." Stone későbbi állítása szerint kiadója lemondta az összes további sajtómegjelenését, hogy a történtek ne hátráltassák a soron következő albuma megjelenését.
Harmadik albumának munkálatai 2006 májusában indultak a Bahama-szigeteken, Nassau városában a Compass Point Studiosnál, 2007. március 12-én jelent meg az Introducing Joss Stone. Az album koordinátori és produceri teendőit Chris Anokute és Raphael Saadiq látták el, közreműködött az elkészítésében Lauryn Hill, Common és Joi. A Virgin Records a klasszikus soul forró egyvelegének nevezte a lemezt, Joss Stone pedig így nyilatkozott: "Ez vagyok én, ezért lett a korong címe Introducing Joss Stone, vagyis Joss Stone bemutatkozása, ezek a szavak jellemzik igazán az előadóművészt". Az album RIAA aranylemez lett, és második brit női előadóművészként a Billboard 200-on debütált, az Egyesült Államokban pedig bekerült az öt legjobb album közé.
Stone-t Bryan Adams kanadai énekes-gitáros és fotós fényképezte a Phonak Hear the World kezdeményezéséhez, amelynek fő célja a hallás és halláskárosodás témájának globális tudatosítása. 2007. július 7-én fellépett a Johannesburgban található Coca-Cola Dome-ban a Live Earth koncertek dél-afrikai szakaszán, hogy felhívja a figyelmet a globális felmelegedésre. 2007. november 29-én csatlakozott Jeff Beckhez az Impressions 1965-ös "People Get Ready" című dalának duettjében a londoni Ronnie Scott's Jazz Club koncertsorozatának részeként. Az AIDS tudatosságának növelése érdekében Annie Lennox huszonhárom női aktivistával (köztük Stone-nal) összefogott és felvette a "Sing" című dalt, amelyet az AIDS világnapján, 2007. december 1-én adtak ki, amikor Lennox fellépett Nelson Mandela 46664-es koncertjén a johannesburgi Coca-Cola Parkban. 2007. december közepén Stone-t nevezték ki az új Flake lánynak, aki 2008 tavaszán szerepelt a Cadbury-Schweppes televíziós reklámsorozatában. A cégóriás szerint ő az első nem modell, aki szerepet vállalt a promócióban.
A művész bekerült a Guinness Rekordok Könyve rekorderei közé, ő az első nő, aki RED videót készített a "Tell Me What We’re Gonna Do Now" videóklipjéből (a rapper Common-nal közös duettje). Ez azt jelenti, hogy a klipet az iTunes-on keresztül lehet megvásárolni, és a bevételt teljes egészében a (RED) számára adományozzák, a szervezetet Bono, a U2 frontembere hívta életre, amely a HIV és az AIDS-fertőzött afrikai nőkön és gyermekeken segít.
Számos elismerést szerzett, köztük két BRIT Awards-ot és egy Grammy-díjat öt jelölésből. 2006-ban debütált filmszerepével, az Eragon fantasy kalandfilmjével, és a televízióban Klevei Annát alakította a Showtime sorozatában, a Tudorok-ban 2009-ben. Stone volt a legfiatalabb nő a 2006-os Sunday Times Rich List felsorolásában, amely az Egyesült Királyság leggazdagabb embereinek éves listája, 6 millió fonttal. 2012-ben becslések szerint 10 millió font volt a nettó nyeresége, így ő lett az ötödik leggazdagabb 30 év alatti brit zenész.

### 2008–2011: AColour Me Free!, azLP1megjelenése és elszakadás az EMI-tól

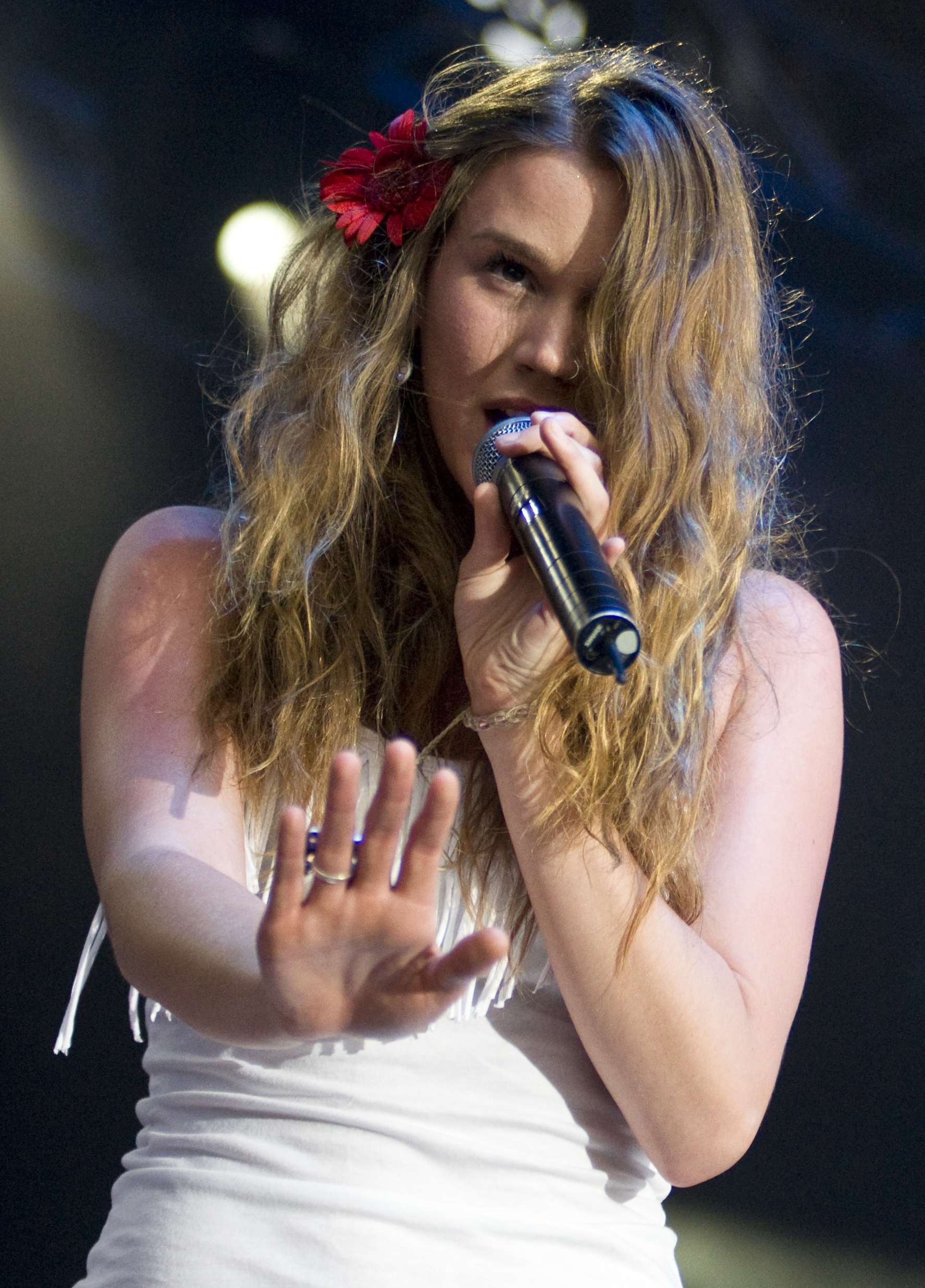
Joss Stone Stockholmban, 2009.

Következő stúdióalbuma 2008 elején készült el Devonban egy hét alatt. "Egy reggel arra ébredtem, hogy lemezt akarok csinálni" – mondta. "Eléggé nyersre sikerült, egy csomó zenész, szövegíró és jómagam dolgoztunk az anyagon, zenéltünk egy jót alapvetően!" A Colour Me Free! című album népszerűsítése során februárban és márciusban Stone koncerteket adott az Egyesült Királyságban. Eredetileg 2009 áprilisában adták volna ki a korongot, végül október 20-án jelent meg a negyedik album, miután az EMI késleltette a megjelentetést. Joss rámutatott, hogy a lemezkiadó az eredeti borítót is kifogásolta, "túl lázadónak" nevezte. Az amerikai kiadásban kivették az énekesről készült képet és egyszerűen szövegre cserélték, a többi változatban azonban meghagyták az eredeti borítót világszerte. A lemez a Billboard 10-es listájáig jutott. Augusztus végén jelentették be, hogy Stone elhagyta az EMI-t, és megalapította saját független lemezkiadóját, a Stone'd Records-ot. Az EMI decemberben közleményt adott ki az énekesnő válogatásalbumának megjelenéséről The Best of Joss Stone 2003–2009 címmel. A lemez 2011. szeptember 30-án került a boltokba.
Ötödik albuma, az LP1 2011. július 22-én jelent meg, és a Billboard lista 10 legjobbja közé repítette. A korongot Nashville-ben vették fel hat nap alatt David A. Stewarttal, a Eurythmics társalapítójával. A hanghordozó már Joss Stone saját lemezkiadójánál, a Stone'd Records-nál jelent meg. Az album készítésekor együtt dolgozott a Surfdog Records-szal. Ezenkívül csatlakozott a SuperHeavy elnevezésű supergroup formációhoz is, amelyet a The Rolling Stones énekese, Mick Jagger, David A. Stewart, Damian Marley (Bob Marley legkisebb fia), valamint az indiai zenész és producer A. R. Rahman alkottak. Az albumot a Jim Henson Studiosban rögzítették Los Angelesben, és 2011. szeptember 20-án adta ki az A&M Records. A korongon szereplő "Miracle Worker" felvétel a Mahasz Rádiós Top 40 slágerlista 35. helyén debütált 2011 novemberében, a dalból videóklip is készült. Karrierje során 15 millió eladott lemezes rekordot ért el világszerte, ezzel a 2000-es évek egyik legkelendőbb soul művészévé, valamint a korszak legkelendőbb brit művészévé vált. Az első három album több mint 2 722 000 példányban kelt el az Egyesült Államokban, míg az első két albumból több mint 2 millió példányt értékesített az Egyesült Királyságban.
2011. június 14-én a rendőrség letartóztatott két férfit Devon grófságban, akik rá akartak támadni az énekesnőre otthonában, ám a figyelmes szomszédoknak köszönhetően a hatóság időben közbe tudott lépni. 2013. április 3-án a bíróság bűnösnek találta és elítélte őket.

### 2012–2018: AThe Soul Sessions Vol. 2, aWater for Your Soulelkészítése és aMama Earthprojekt

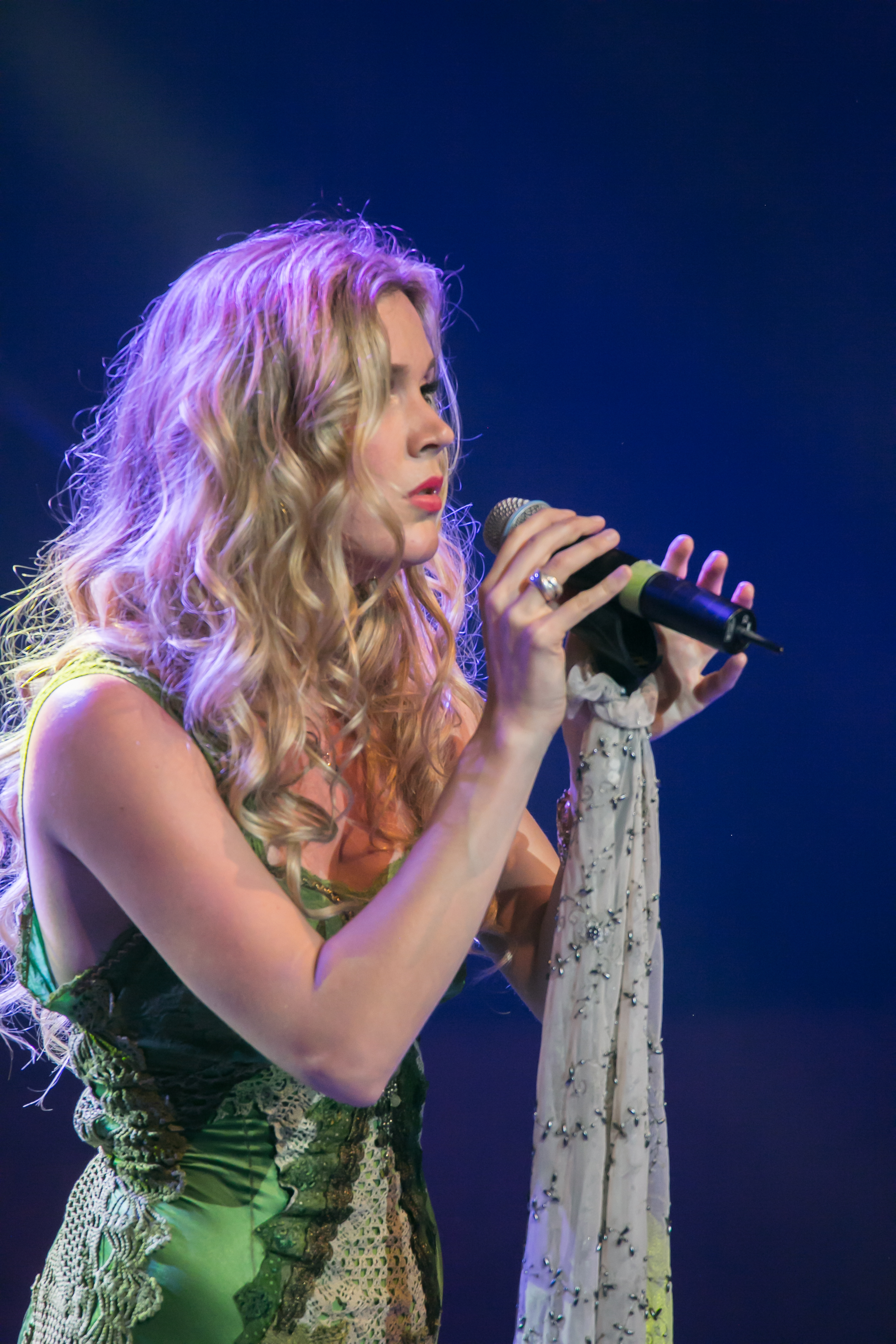
2016., Managua, Nicaragua

A The Soul Sessions Vol. 2 (2012) megjelenésével Stone visszatért eredeti kiadójához, az S-Curve Recordshoz, a lemezt a művész Stone'd Records kiadójával közösen terjesztették, producere az a Steve Greenberg lett, aki az első Soul Sessions elkészítésénél is jelen volt. Az album nagyrészt az 1970-es és 1980-as évek kevésbé ismert soul-dalait dolgozta fel, többek között a Chi-Lites, a Honey Cone, a Dells, Sylvia, Labi Siffre és Linda Lewis szerzeményeit. A korong elérte a Top 10-et a Billboard 200-ban. 2013-ban a BBC Csúcsmodellek sorozatában is szerepelt egy rész erejéig.
2014-ben az európai turnéja keretében Budapesten is fellépő világhírű énekesnő próbatermében látogatta meg a 100 Tagú Cigányzenekar zenészeit, majd egy közös éneklést, a "Szomorú vasárnap" előadását követően cimbalmosként és táncosként is bemutatkozott a hungarikum 100 Tagú Cigányzenekarral.
Ezenkívül Stone felkereste a Magyar Ökumenikus Segélyszervezet székhelyét is, mely szervezet fáradhatatlanul segíti a rászorulókat a katasztrófa-elhárítási műveletek és a közösségi szolidaritási programok révén.
Stone 2012 júliusában jelentette be a La Vanguardia újságának, hogy reggae albumon dolgozik. Nyilatkozatából kiderült, hogy Damian Marley-val közösen készítik a lemezt, akivel korábban már dolgozott együtt a SuperHeavy projekten. 2014 márciusában kifejtette, hogy az új album egy kicsit más és "eklektikusabb" lesz, egy "kicsit több hip-hoppal és reggae-vel". 2015. július 31-én adták ki Water for Your Soul című albumát, ami egyszerre a hét első számú reggae albuma lett, év végén pedig a Billboard magazin első helyezéséig jutott "Az év legjobb reggae albuma" kategóriában. A címadó dal végül azonban nem került fel a korongra – kizárólag a Japán számára készült változaton található meg –, mivel az énekesnő véleménye szerint ez a szám merőben eltér stílusával a többi felvételtől.
2014 áprilisában kezdte el a The Total World Tour-t azzal a szándékkal, hogy a lehető legtöbb országban fellépjen világszerte. 2017 novemberében Stone, Nitin Sawhney, Jonathan Shorten, Jonathan Joseph és a kameruni, több hangszeren játszó Étienne M'Bappé útjára indította a Mama Earth projektet, egy 11 felvételt tartalmazó anyag, amely teljes hosszúságú dalokat és hangjátékokat tartalmaz, amelyeket az anyatermészet-koncepció és az afrikai ritmus ihletett. Ugyanebben a hónapban Hollandiában és Belgiumban a Night of the Proms társműsorvezetője volt.

### 2019–2022: 5 év – 200 helyszín: aThe Total World Touregyenlege ésNever Forget My Lovecímű albuma

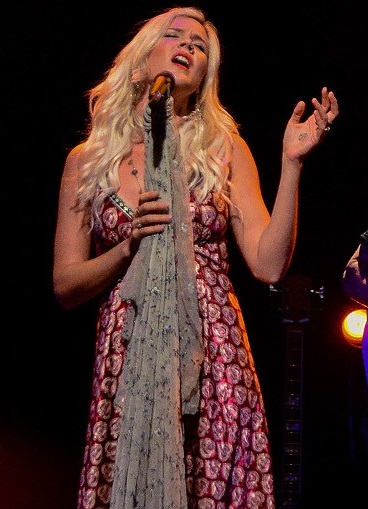
Stone fellépése Brazíliában, São Paulóban, 2018. december

2019 elején Stone és James Morrison elkészítették közös dalukat, a "My Love Goes On"-t, mindkét énekes közel négy év elteltével jelentkezett újra stúdióalbummal.
Márciusban Total World Tour világkörüli turnéja részeként illegálisan beutazott Szíria területére is, Al-Malikiyah városába. Még ugyanebben a hónapban Türkmenisztánban és Észak-Koreában is fellépett. 2019 júliusában viszont kiutasították Iránból, ahol körútjának utolsó helyszíne lett volna.
2020 áprilisában jelent meg Joss Stone Lean On Me című kislemeze, a dalt Beverley Knighttal közösen énekelték fel, melyhez videóklip is készült a brit Országos Egészségügyi Szolgálat (NHS) segítőinek munkáját bemutatva.
2020 augusztusában egy brit televíziós reggeli műsorban szerepelt, amelyben a boldogságról beszélt az aktuális világméretű problémák idején, majd a multimilliomos sztár, aki a Bahama-szigetekről jelentkezett be élőben, rámutatott az öntudat látványos hiányára. Úgy véli, hogy a boldogság titka személyes választás: "Akivel csak találkoztam idáig az A Cuppa Happy podcast készítése során, szintén így gondolta. Mégsem képzelem, hogy mindenki valóban el is hiszi mindezt. Ez egy teljes mítosz." Ugyanezen évben A Cuppa Happy címmel podcastot indított a boldogságról.
2021 februárjában Kolbászként megnyerte az Álarcos énekes brit változatának második évadát. A döntő 8,6 millió nézőt vonzott a tévéképernyők elé a Valentin-napi hétvégén. 2020 szeptemberében vették fel az adást, ekkor az énekesnő már terhes volt. Stone-t egy kolbász-hasábburgonya jelmezbe bújtatták, valódi kilétét titokban tudta tartani egészen a győzelméig.
2021. november 11-én debütált "Never Forget My Love" című száma, melyhez egyből videóklip is készült, a vezető kislemez címadó dala a 2022. február 11-én megjelent új albumának előfutára. Szeptember 30-án jelentette meg "Merry Christmas, Love" címmel karácsonyi lemezét.

### 2023–jelen:20 Years of Soul– a 20. évforduló; új zenei irányzat:diszkó
2023-ban ünnepelte fényes zenei karrierjének 20. évfordulóját. A művésznő ez alkalomból európai turnéra indult, hogy számos nyári fesztiválon fellépjen, többek között Magyarországon is. "20 Years of Soul" című műsorával ismét a VeszprémFest vendége volt Veszprémben, ahol legújabb lemezének és örökérvényű slágereinek dalaival emlékezetes zenei utazásra vitte a közönséget.
2024. októberében a The Allison Hagendorf Show-ban elárulta, lánya ötlete alapján új albumon kezdett el dolgozni, melynek műfaja diszkó zene. A korong megjelentetését 2025-re tervezi. Mint mondta: "Úgy gondolom, a soul zene az, amiben jól érzem magam, és a diszkó műfaja is soul tulajdonképpen, csak egy kicsit gyorsabb a ritmusa".

## Művészete
Stone mezzoszoprán és alt hangtartománnyal rendelkezik. Híres a mezítlábas előadásairól, és a "fehér Aretha Franklin"-ként ismert a zenei iparba történő berobbanása óta. Azonban az Egyesült Államokban vita tárgya volt, ahol a közönség a soulművészeket szegénységben született, fájdalmas életet élt előadókként tudja elfogadni, akik érzelmi természetükből adódóan soulzenét énekelnek. Az emberek számára az is fontos, hogy valaki olyan legyen, mint a hangja, jelen esetben fekete.

## Podcast
2020 augusztusában Joss az A Cuppa Happy című internetes rádióműsor házigazdája lett, amelynek célja a boldogság megfoghatatlan, átmeneti jellegének jobb megértése.

## Magánélete

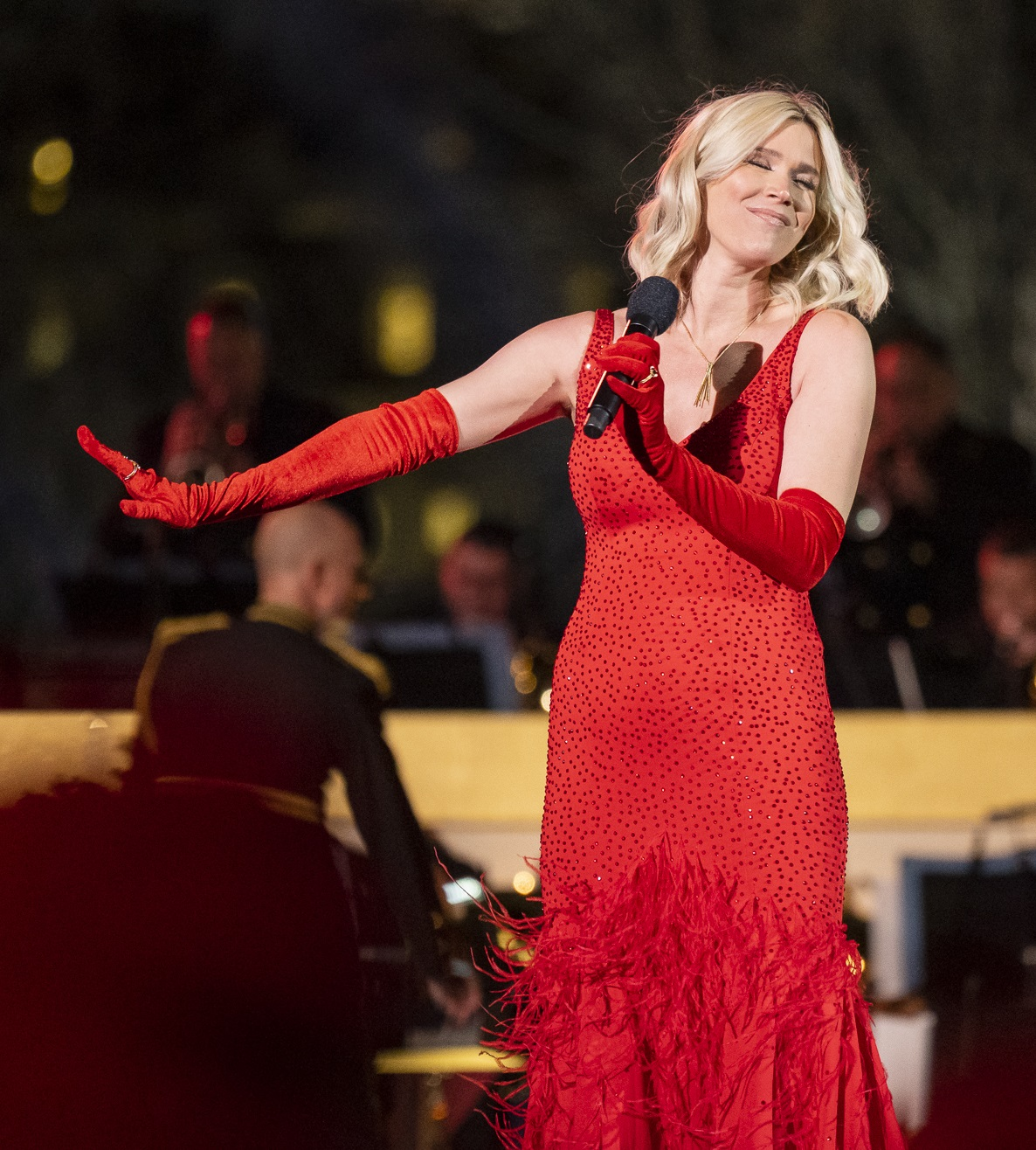
2022., Washington, D.C., USA

2004-ben Stone Beau Dozier-rel kezdett járni, akivel együtt írta meg "Spoiled" című dalát. Dozier a Motown Records lemezkiadó egyik vezetőjének, Lamont Doziernek a fia, aki a jól ismert Holland-Dozier-Holland tagja. A pár 2005 novemberében szakított. Később új szerelemre talált Raphael Saadiq dalszövegíró és zenei producer személyében.
Egy 2016-os interjúban elárulta, hogy a zenei promóter SiChai-jal alkottak egy párt három évig.
Az előadóművész egész életen át tartó vegetarianizmust folytat, és részt vett a PETA állatvédelmi csoport különböző kampányaiban. Számos megmentett kutyát nevel.
A Joss Stone Alapítvány több mint 200 jótékonysági szervezetet támogatott a világon, mire Joss befejezte világkörüli turnéját. Az elsődleges cél az volt, hogy segítse növelni a közvélemény figyelmét és támogatni ezeket a jótékonysági szervezeteket.
2021-ben elnyerte a Német Fenntarthatósági Díjat.
2020 szeptemberében Stone az Instagramon jelentette be, hogy terhes első gyermekével barátjától, Cody DaLuztól. 2021. január 29-én született meg lányuk, Violet Melissa DaLuz. 2022 áprilisában az énekesnő az Instagramon adta hírül ismét, hogy második gyermekével várandós DaLuztól. 2022. október 18-án hozta világra fiát, Shackleton Stoker DaLuzt.
Stone 2022-ben a Tennessee állambeli Nashville-be költözött.
2023 novemberében megerősítette, hogy DaLuzzal összeházasodtak.
2024 decemberében férjével örökbe fogadtak egy kisfiút, Beart. Hetekkel később, 2024. december 19-én az énekesnő bejelentette, hogy harmadszor is teherbe esett, negyedik gyermeküket várják. Lánya, Nalima Rose, 2025. június 16-án látta meg a napvilágot, osztotta meg az örömhírt a művész Facebook oldalán.

## Színészi pályafutása
Stone 2006-ban debütált Angela (magyar hangja: Peller Anna) jövendőmondó szerepében az Eragon című fantasy kalandfilmben. Az American Dreams sorozat harmadik évadának 13. részében egy kis szerepe volt az énekesnőnek, amikor egy klubban a "Right To Be Wrong" című dalának country-változatát is előadta. A Tudorok-ban Klevei Annát (magyar hangja: Fekete Linda) elevenítette meg a harmadik és negyedik évadban, aki VIII. Henrik negyedik felesége volt.
A 2010-es James Bond 007: Blood Stone videójátékban ő játszotta a Bond lány Nicole Huntert. Ő énekelte az "I’ll Take It All" című nyitódalt is, amelyet David A. Stewart írt. Ez a dal kifejezetten a játékhoz készült.
2015-ben a Grace és Frankie amerikai vígjátéksorozatban találkozhattunk vele, 2017-ben pedig a BBC Otthon, Nigellánál gasztrosorozatában is hallhattuk két dalát.
2018 októberében vendégszereplőként tűnt fel az amerikai Empire musical dráma televíziós sorozat 5. évadában, Wynter-t alakította, aki egy londoni lemezkiadó női előadója.

## Stone mint modell

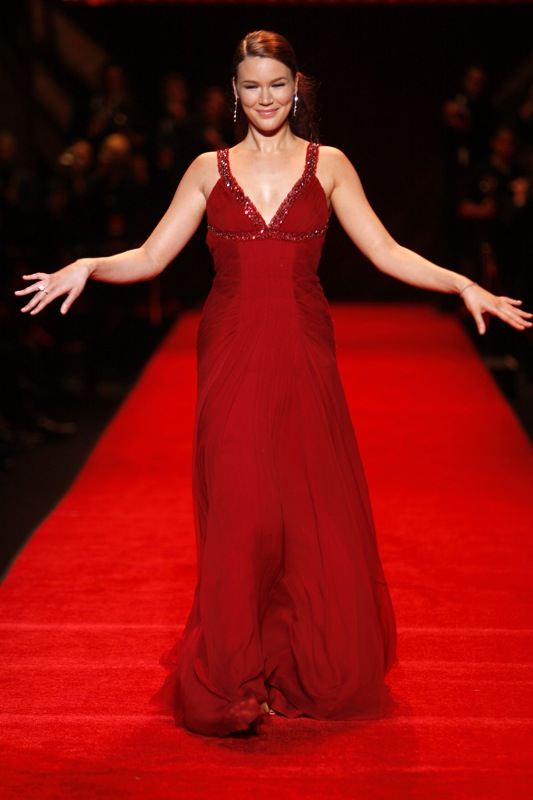
The Heart Truth jótékonysági divatestély, 2008.

A 2005/2006-os évben rövid időre modellként is dolgozott az amerikai The Gap divatlánc számára. Modellkedése alatt felvett egy dalt, és készített egy rövid videót is. A "The Right Time"-ot (egy Ray Charles dal feldolgozása) néhány napig ingyenesen hozzáférhetővé tették a GAP honlapján, és egy promóciós CD-n is közzétették. Bryan Adams fényképezte Joss Stone-t a The Hear the World Foundation magazin számára.

## Turnék
- Mind, Body & Soul Sessions Tour (2003–05)
- Introducing Joss Stone World Tour (2007–08)
- Colour Me Free! World Tour (2009–11)
- LP1 World Tour (2011–12)
- The Total World Tour (2014–19)
- 20 Years of Soul (2023)
- Ellipsis (2024–2025)
- Less Is More (2025–2026)

## Magyarországi fellépései
- 2014: Budapest, Budapest Park (július 29.)[47]
- 2018: Veszprém, VeszprémFest, História kert (július 14.)[48][49]
- 2023: Veszprém, VeszprémFest, História kert (július 15.)[28][29][50]

## Diszkográfia

### Stúdióalbumok
- The Soul Sessions (2003)
- Mind Body & Soul (2004)
- Introducing Joss Stone (2007)
- Colour Me Free! (2009)
- LP1 (2011)
- SuperHeavy - supergroup album (2011)
- The Soul Sessions Vol. 2 (2012)
- Water for Your Soul (2015)
- Project Mama Earth (2017)
- Your Remixes of Water for Your Soul (2019)
- Never Forget My Love (2022)
- Merry Christmas, Love (2022)

### Válogatásalbumok
- The Best of Joss Stone 2003–2009 (2011)

### Koncertalbumok
- 20 Years of Soul Live in Concert (2023)

### Kislemezek
- 2004: Fell in Love with a Boy
- 2004: Super Duper Love
- 2004: You Had Me
- 2004: Right to Be Wrong
- 2005: Spoiled
- 2005: Cry Baby / Piece of My Heart (Melissa Etheridge-dzsel)
- 2005: Don't Cha Wanna Ride
- 2005: The Right Time
- 2007: Tell Me 'bout It
- 2007: Tell Me What We're Gonna Do Now (Commonnal)
- 2007: L-O-V-E
- 2007: All I Want for Christmas
- 2007: Bruised but Not Broken
- 2007: Baby Baby Baby
- 2009: Free Me
- 2009: Parallel Lines
- 2010: Stalemate (Anastacia és Jamie Hartman közreműködésével)
- 2010: Stand Up to Cancer (David A. Stewarttal)
- 2011: Back in Style
- 2011: Somehow
- 2011: Karma
- 2011: Don’t Start Lying to Me Now
- 2012: While You’re Out Looking for Sugar
- 2012: Take Good Care (David A. Stewarttal)
- 2012: The High Road
- 2012: Pillow Talk
- 2013: Teardrops
- 2013: The Love We Had (Stays on My Mind)
- 2014: No Man's Land (Green Fields of France) (Jeff Beck közreműködésével)
- 2015: Stuck on You
- 2015: The Answer
- 2015: Molly Town
- 2017: Free Me 2017
- 2017: Oceans
- 2020: Lean on Me (Beverley Knight és Omar Lye-Fook közreműködésével)
- 2020: Walk With Me
- 2021: Never Forget My Love
- 2021: Breaking Each Other's Hearts
- 2022: Oh To Be Loved By You
- 2022: What Christmas Means to Me
- 2022: Bring on Christmas Day
- 2023: Golden (A Change + Check Choir közreműködésével)
- 2024: Loving You

### Közreműködő más előadók felvételein
- 2004: Do They Know It's Christmas?
- 2004: Lonely Without You (This Christmas) (Mick Jaggerrel)
- 2005: Come Together Now
- 2005: When Love Comes to Town (Herbie Hancockkal)
- 2005: Love Sneakin' Up On You (Les Paul és Sting közreműködésével)
- 2005: It's A Man's World (James Brownnal)
- 2005: Try a Little Tenderness (Donna Summerrel)
- 2005: Hot Legs (Rod Stewarttal)
- 2005: Tell Me Something Good (John Legenddel)
- 2005: Angels (Robbie Williamsszel)
- 2006: Cry Baby Cry (Carlos Santana és Sean Paul közreműködésével)
- 2006: Family Affair (Sly and the Family Stone, John Legend és Van Hunt közreműködésével)
- 2006: Anniversary (Lemarral)
- 2007: Sing (Annie Lennox-szal)
- 2007: Gimme Shelter (Angélique Kidjoval)
- 2007: I Can't Believe That You're in Love with Me (Dean Martinnal)
- 2007: L-O-V-E (Natalie Cole-lal)
- 2007: Calling It Christmas (Elton Johnnal)
- 2008: Tip of My Tongue (Something Sally-vel)
- 2008: Just One Kiss (Raphael Saadiq-kel)
- 2008: Signed, Sealed, Delivered I'm Yours (Stevie Wonderrel)
- 2008: Unchained Melody / Les enchaînés (Johnny Hallyday-jel)
- 2009: You're the One for Me (Smokey Robinsonnal)
- 2010: Who's Your Daddy (Ringo Starr-ral)
- 2010: I Put a Spell on You (Jeff Beckkel)
- 2010: Summertime (LeAnn Rimesszal)
- 2010: My Generation (Nas, Damian Marley és Lil Wayne közreműködésével)
- 2010: The Best Thing About Me Is You (Ricky Martinnal)
- 2011: Whisper in the Wind (Betty Wright és a The Roots közreműködésével)
- 2012: We Shall Overcome (Anthony Hamilton, a The Blind Boys of Alabama, a Mary Mary és John Legend közreműködésével)
- 2012: I Got Love (David A. Stewarttal)
- 2012: One Way Or Another (Blondieval)
- 2012: The Spirit of Man (Jeff Wayne, Liam Neeson és Maverick Sabre közreműködésével)
- 2012: Bei Mir Bist Du Schön (a Jools Holland & His Rhythm & Blues Orchestra közreműködésével)
- 2013: Mrs #1 (a Yes Sir Boss együttessel)
- 2013: I Ask You (Nitin Sawhneyval)
- 2014: Szomorú vasárnap / Gloomy Sunday (a 100 Tagú Cigányzenekar közreműködésével)
- 2015: Letting Me Down (a Jools Holland & His Rhythm & Blues Orchestra közreműködésével)
- 2015: Private Number (William Bell-lel és a Jools Holland & His Rhythm & Blues Orchestra közreműködésével)
- 2015: Wild Honey (Van Morrisonnal)
- 2015: (Baby) You Got What It Takes (Buddy Guy-jal)
- 2016: Keep the Light On (Nitin Sawhneyval)
- 2016: Evergreen (Shaun Escofferyval)
- 2016: Stand By Me - Beautiful Girls (Adam Morannel)
- 2016: This Time (Mike Andersennel)
- 2016: Take You Home (a Lack Of Afro közreműködésével)
- 2019: My Love Goes On (James Morrisonnal)
- 2020: Quarantine Live (az Urban Folk Quartet közreműködésével)
- 2022: Bring On The Rain (a The Shapeshifters közreműködésével)

### Videóalbumok
- 2004: Mind Body & Soul Sessions: Live in New York City
- 2007: Concert for Diana: "You Had Me"; "Under Pressure"; "Ain't That A Lot of Love?" Tom Jonesszal
- 2008: Live at Ronnie Scott's (Joss Stone közreműködése Jeff Beck albumán a "People Get Ready" című dal előadásával)

### Filmzenék
- 2004: Alfie ("Alfie"; "Lonely Without You"; "Wicked Time" Mick Jaggerrel)
- 2004: Bridget Jones: Mindjárt megőrülök! ("Super Duper Love /Are You Diggin’ on Me?/")
- 2004: Én és a hercegem ("Super Duper Love /Are You Diggin’ on Me?/")
- 2005: Anyád napja ("Super Duper Love /Are You Diggin’ on Me?/")
- 2005: Fantasztikus Négyes ("What Ever Happened to the Heroes")
- 2005: Csodacsibe ("Stir It Up" Patti LaBelle-lel)
- 2005: Született feleségek ("Treat Me Right /I’m Yours for Life/")
- 2008: Szex és New York ("How Can You Mend a Broken Heart" Al Greennel)
- 2009: Egyszerűen bonyolult ("Girl They Won’t Believe It")
- 2010: Valentin nap ("4 and 20")
- 2010: Ébredj velünk ("Free Me"; "Incredible")

## Videóklipek

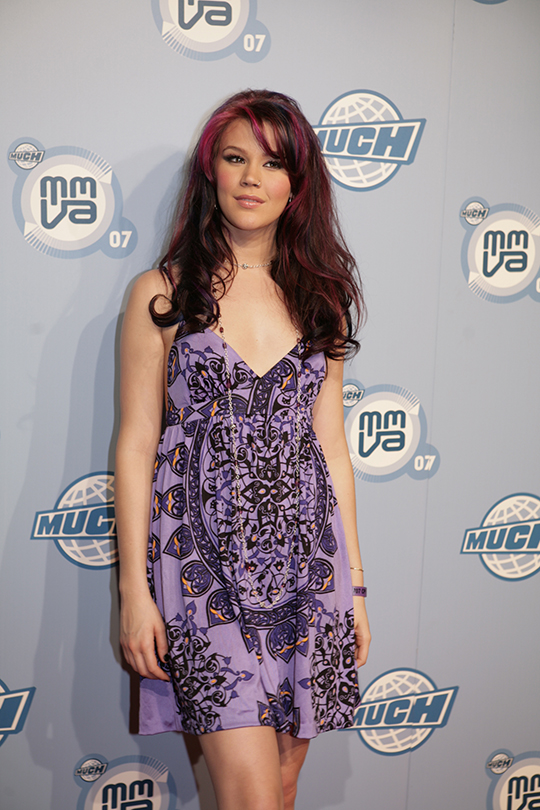
MuchMusic Video Awards 2007., Torontó, Kanada

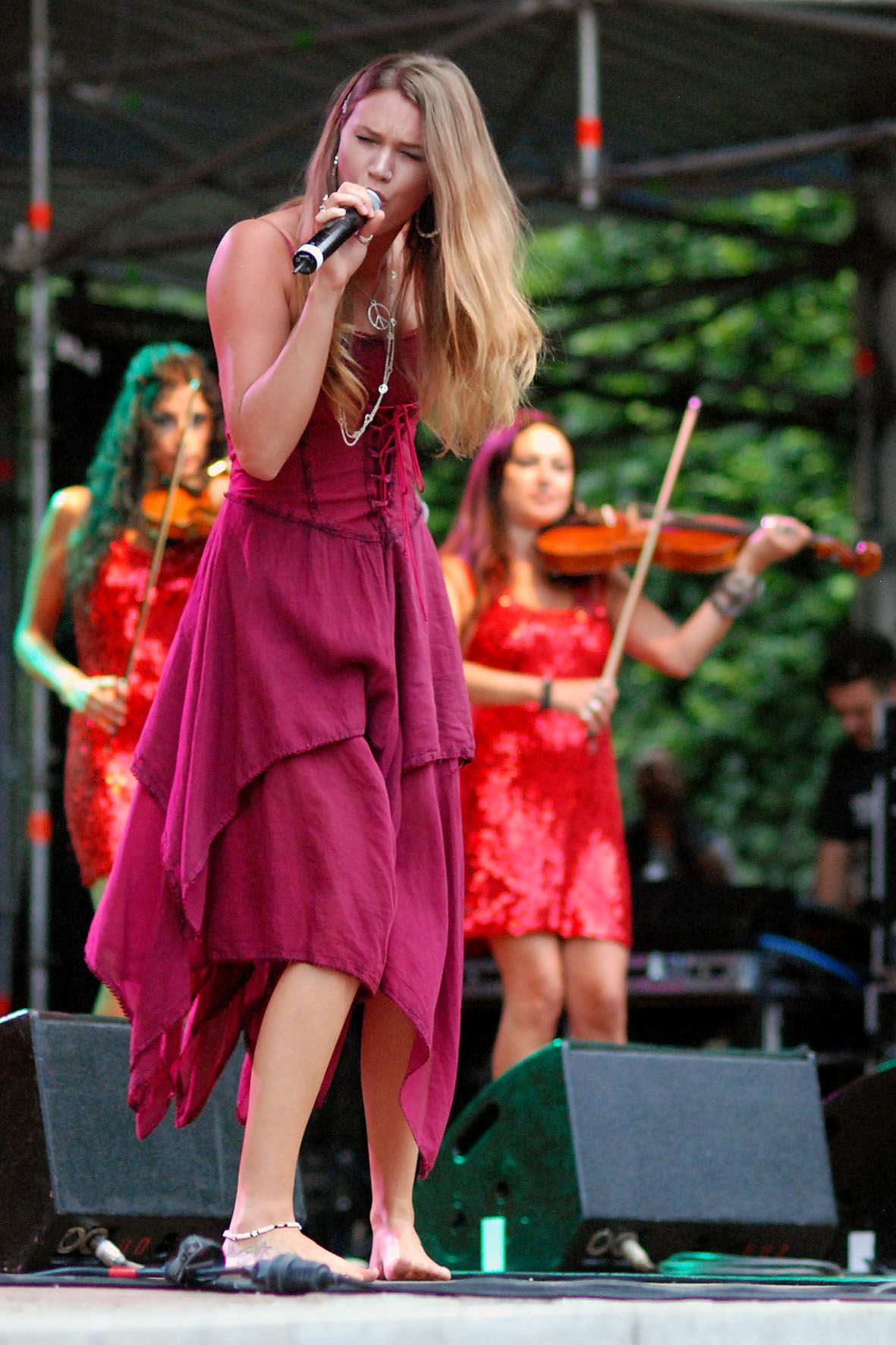
Joss Stone a Colour Me Free! turnén

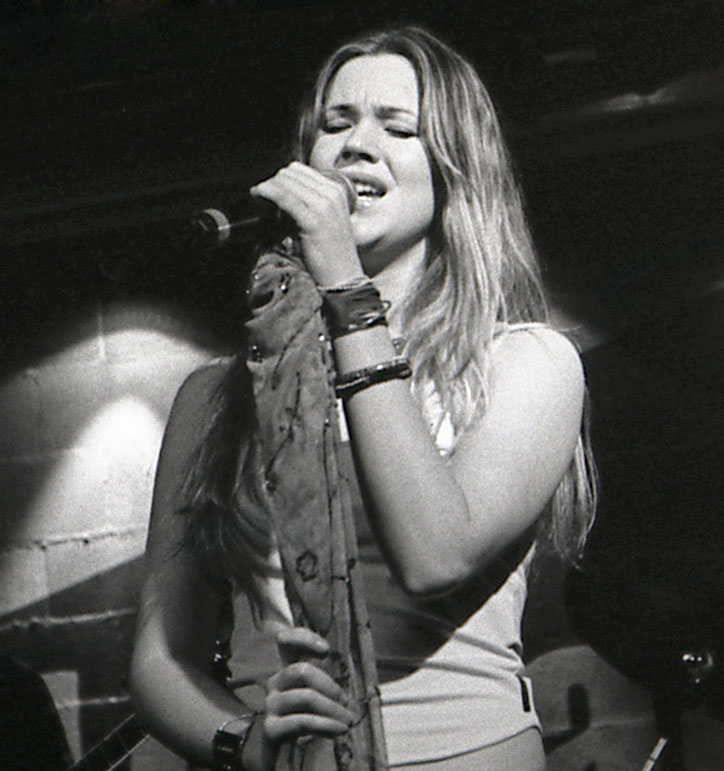
Stone a Mind, Body & Soul Sessions Tour fellépésén Milánóban, 2005.

| Cím                                                                          | Év   | Rendező          | Ref.          |
| ---------------------------------------------------------------------------- | ---- | ---------------- | ------------- |
| "Fell in Love with a Boy"                                                    | 2004 | Nzingha Stewart  | [ 51 ]        |
| "Super Duper Love"                                                           | 2004 | David LaChapelle | [ 52 ]        |
| "You Had Me"                                                                 | 2004 | Chris Robinson   | [ 53 ]        |
| "Right to Be Wrong"                                                          | 2005 | Liz Friedlander  | [ 54 ]        |
| "Spoiled"                                                                    | 2005 | Joseph Kahn      | [ 55 ]        |
| "Don't Cha Wanna Ride"                                                       | 2005 | Wayne Isham      | [ 56 ]        |
| "Tell Me 'bout It"                                                           | 2007 | Bryan Barber     | [ 57 ]        |
| "Tell Me What We're Gonna Do Now" (Common közreműködésével)                  | 2007 | Sanaa Hamri      | [ 58 ]        |
| "Gimme Shelter" (Angélique Kidjo és Joss Stone közreműködésével)             | 2007 | Noble Jones      | [ 59 ]        |
| "The Anti-Christmas Carol"                                                   | 2008 | ismeretlen       | [ 60 ]        |
| "Baby Baby Baby"                                                             | 2009 | Stone bátyja     | [ 61 ] [ 62 ] |
| "Stand Up to Cancer" (David A. Stewart közreműködésével)                     | 2010 | Jesse Dylan      | [ 63 ]        |
| "Miracle Worker" (SuperHeavy produkció Joss Stone közreműködésével)          | 2011 | Paul Boyd        |               |
| "Karma"                                                                      | 2011 | ismeretlen       | [ 64 ]        |
| "While You're Out Looking for Sugar"                                         | 2012 | ismeretlen       | [ 65 ]        |
| "The High Road"                                                              | 2012 | Brian Savelson   | [ 66 ]        |
| "The Love We Had (Stays on My Mind)"                                         | 2013 | Anit 'On' Bashar | [ 67 ]        |
| "No Man's Land (Green Fields of France)" (Jeff Beck közreműködésével)        | 2014 | Rupert Bryan     | [ 68 ]        |
| "The Answer"                                                                 | 2015 | Joss Stone       | [ 69 ] [ 70 ] |
| "Stuck on You"                                                               | 2015 | Ugo Splash       | [ 71 ] [ 72 ] |
| "Oceans"                                                                     | 2017 | ismeretlen       | [ 73 ]        |
| "This Time" (Mike Andersen és Joss Stone közreműködésével)                   | 2018 | Sara Koppel      | [ 74 ]        |
| "My Love Goes On" (James Morrison és Joss Stone közreműködésével)            | 2019 | ismeretlen       | [ 12 ]        |
| "Lean on Me" (Beverley Knight, Joss Stone és Omar Lye-Fook közreműködésével) | 2020 | Dom Lyon         | [ 19 ] [ 75 ] |
| "Walk With Me"                                                               | 2020 | ismeretlen       | [ 76 ]        |
| "Never Forget My Love"                                                       | 2021 | Paul Boyd        | [ 27 ]        |
| "Breaking Each Other's Hearts"                                               | 2021 | Brian Totoro     | [ 77 ]        |
| "Oh To Be Loved By You"                                                      | 2022 | ismeretlen       | [ 78 ]        |
| "Bring On The Rain" (a The Shapeshifters és Joss Stone közreműködésével)     | 2022 | ismeretlen       |               |
| "What Christmas Means to Me"                                                 | 2022 | ismeretlen       |               |
| "Bring on Christmas Day (Live)"                                              | 2022 | ismeretlen       |               |

## Filmográfia
| Év      | Cím                                             | Szerep                   | Szinkronhang | Megjegyzés                                                  |
| ------- | ----------------------------------------------- | ------------------------ | ------------ | ----------------------------------------------------------- |
| 2001    | Star for a Night                                | önmaga / résztvevő       |              | "Junior Star for a Night"                                   |
| 2003    | Kennedy Center Honors                           | önmaga                   |              | műsor James Brown tiszteletére                              |
| 2004    | Austin City Limits                              | önmaga                   |              | 30. évad, 4. rész                                           |
| 2005    | American Dreams                                 | énekes a "Lair" klubban  |              | az "Újrakezdés" című rész                                   |
| 2005    | Punk'd                                          | önmaga                   |              | 4. évad, 6. rész                                            |
| 2005    | An Evening of Stars: Tribute to Quincy Jones    | önmaga                   |              | tv-film                                                     |
| 2006    | Eragon                                          | Angela                   | Peller Anna  | filmes bemutatkozás                                         |
| 2007    | Park City: Where Music Meets Film               | önmaga                   |              | tv-film                                                     |
| 2008    | Snappers                                        | Stephanie                |              | tv-film; nem jelent meg                                     |
| 2008    | An Evening of Stars: Tribute to Smokey Robinson | önmaga                   |              | tv-film                                                     |
| 2008    | Kennedy Center Honors                           | önmaga                   |              | műsor Pete Townshend és Roger Daltrey tiszteletére          |
| 2009    | Amerikai fater                                  | hang                     |              | egy rész                                                    |
| 2009–10 | Tudorok                                         | Klevei Anna              | Fekete Linda | 3–4. évad; öt rész                                          |
| 2010    | The Funeral Planner                             | Eve Gardner              |              | rövidfilm                                                   |
| 2010    | James Bond 007: Blood Stone                     | Nicole Hunter (hang)     |              | videójáték                                                  |
| 2012    | Slightly Single in L. A.                        | Hallie                   |              | tv-film; végül Jenna Dewan-t kérték fel helyette a szerepre |
| 2013    | Top Gear                                        | önmaga                   | ismeretlen   | 20. évad, 1. rész                                           |
| 2015    | Grace és Frankie                                | a "Free Me" dal előadója |              | vendégszereplő                                              |
| 2016    | Tomorrow                                        | Mandy                    |              | tv-film                                                     |
| 2017    | Otthon, Nigellánál                              | önmaga                   |              | gasztrosorozat                                              |
| 2018–19 | Empire                                          | Wynter                   | ismeretlen   | 5. évad; három rész, vendégszereplő                         |
| 2020–21 | Álarcos énekes, Egyesült Királyság              | "Kolbász" versenyző      |              | 2. évad, győztes                                            |
| 2021    | The Voice South Africa                          | önmaga                   |              | 4. évad, mester (zsűritag)                                  |

## Díjak és jelölések
| Év   | Díj                                   | Kategória                                                                     | Jelölt alkotás                                   | Eredmény | Ref.   |
| ---- | ------------------------------------- | ----------------------------------------------------------------------------- | ------------------------------------------------ | -------- | ------ |
| 2004 | Mercury-díj                           | Az év albuma                                                                  | The Soul Sessions                                | Jelölve  | [ 80 ] |
| 2004 | Teen Choice Awards                    | Kedvenc R&B / hip-hop dal kategóriában                                        | "Fell in Love with a Boy"                        | Jelölve  |        |
| 2004 | IFPI Hong Kong Top Sales Music Awards | A 10 legnagyobb példányszámban eladott külföldi album                         | Mind Body & Soul                                 | Elnyerte |        |
| 2004 | Glamour – Women of the Year-díj       | Az év újonca                                                                  | Joss Stone                                       | Elnyerte | [ 81 ] |
| 2004 | Žebřík Music Awards                   | A legjobb nemzetközi meglepetés                                               | Joss Stone                                       | Jelölve  | [ 82 ] |
| 2004 | HUMO's Pop Poll de Luxe               | A legjobb nemzetközi női énekes                                               | Joss Stone                                       | Elnyerte | [ 83 ] |
| 2004 | Sound of...                           | 2004 hangja                                                                   | Joss Stone                                       | Ötödik   |        |
| 2005 | BRIT Awards                           | Legjobb brit urban előadás                                                    | Joss Stone                                       | Elnyerte |        |
| 2005 | BRIT Awards                           | Legjobb brit női előadó kategória                                             | Joss Stone                                       | Elnyerte |        |
| 2005 | BRIT Awards                           | Legjobb brit áttörés kategória                                                | Joss Stone                                       | Jelölve  |        |
| 2005 | MOBO Awards                           | Az év legjobb angol előadása                                                  | Joss Stone                                       | Jelölve  |        |
| 2005 | Grammy-díj                            | Grammy-díj a legjobb új előadónak                                             | Joss Stone                                       | Jelölve  | [ 84 ] |
| 2005 | Grammy-díj                            | Grammy-díj a legjobb női popénekes teljesítményért                            | "You Had Me"                                     | Jelölve  | [ 85 ] |
| 2005 | Grammy-díj                            | Grammy-díj a legjobb popalbumért                                              | Mind Body & Soul                                 | Jelölve  |        |
| 2005 | Capital FM Award                      | London kedvenc angol albuma                                                   | Mind Body & Soul                                 | Elnyerte | [ 86 ] |
| 2007 | Grammy-díj                            | Grammy-díj – Legjobb R&B előadás – duó vagy csoportos kategóriában            | "Family Affair" (John Legend-del és Van Hunttal) | Elnyerte |        |
| 2007 | MOBO Awards                           | A legjobb brit nő                                                             | Joss Stone                                       | Jelölve  | [ 87 ] |
| 2010 | GMA Dove Awards                       | Az év különleges eseményalbuma                                                | Oh Happy Day: An All-Star Music Celebration      | Jelölve  |        |
| 2011 | Grammy-díj                            | Grammy-díj – Legjobb rock előadás duó vagy csoport által – vokál kategóriában | "I Put a Spell on You" (Jeff Beck-kel)           | Jelölve  |        |
| 2011 | Game Audio Network Guild              | A legjobb eredeti vokál – pop kategória                                       | "I'll Take It All"                               | Elnyerte | [ 88 ] |
| 2013 | Soul Train Awards                     | Soul Train Music Award – Centric-díj                                          | Joss Stone                                       | Jelölve  |        |
| 2015 | Lunas del Auditorio                   | Jazz és Blues                                                                 | Joss Stone                                       | Jelölve  |        |
| 2015 | MOBO Awards                           | Legjobb R&B / Soul                                                            | Joss Stone                                       | Jelölve  | [ 89 ] |
| 2015 | Billboard magazin                     | Az év legjobb reggae albuma                                                   | Water for Your Soul                              | Elnyerte | [ 11 ] |
| 2016 | Billboard magazin                     | Az év legjobb reggae albuma                                                   | Water for Your Soul                              | Hatodik  |        |
| 2020 | Pop Awards                            | Az év dala                                                                    | "My Love Goes On" (James Morrisonnal)            | Jelölve  | [ 90 ] |
| 2021 | Német Fenntarthatósági Díj            |                                                                               | Joss Stone                                       | Elnyerte |        |
| 2021 | Álarcos énekes, Egyesült Királyság    | "Kolbász" versenyző                                                           | Joss Stone                                       | Elnyerte |        |
| 2022 | Children's and Family Emmy Awards     | Kiemelkedő interaktív média                                                   | Paper Birds                                      | Jelölve  | [ 91 ] |
| 2023 | Pop Awards                            | Az év női előadója                                                            | Joss Stone                                       | Jelölve  | [ 92 ] |

## Interjúk magyar felirattal
- Joss Stone: A soul királynő találkozása a Tudor királlyal – interjú (2009)[93]
- 10 dolog, amit eddig nem tudtál Joss Stone-ról / Így készült az LP1 album – Marie Claire-interjú (2010)[94]
- Joss Stone: Így készült a The Soul Sessions, Vol 2 című album – interjú (2012)[95]
- Joss Stone: "One Young World 2012" csúcstalálkozó / A sikerhez és a diszlexiához való viszonyulása – nyitóbeszéd + interjú (2012)[96]
- Joss Stone: Így készült a "Love Me" című dal / a The Total World Tour világkörüli turné útra indítása – WILD-interjú (2015)[97]
- Joss Stone 7 dolog nélkül nem tud létezni / A Water for Your Soul című hetedik albumának megjelenése / Kapcsolata a Brit királyi családdal – People-interjú (2015)[98]
- Joss Stone: Így készült a Water For Your Soul című album – interjú (2015)[99]
- Joss Stone: FaceCulture-interjú – 1. rész (2015)[100]
- Joss Stone: FaceCulture-interjú – 2. rész (2015)[101]
- Joss Stone: Egy különleges interjú hivatásról, pozitív gondolkodásról – BBC Radio 5 interjú (2015)[102]
- Joss Stone – Így készült a "The Answer" videóklip – interjú (2015)[103]
- Joss Stone – Így készült a "Stuck On You" videóklip – interjú (2015)[104]
- Joss Stone: Mi van a táskámban? / Zenei világának kialakulása – Amoeba-interjú (2016)[105]
- Joss Stone: Infinity Hall Live koncert + interjú (2016)[106]
- Joss Stone és a Water For Your Soul – AOL BUILD-interjú (2016)[107]
- Joss Stone – Művészek az Országos Egészségügyi Szolgálatért (2020. ápr.) – switchbox TV interjú (2020)[108]
- Joss Stone, a Kolbász! Leleplezés – Álarcos énekes, Egyesült Királyság, 2. évad (2021)[109]
- Joss Stone - 20 Years of Soul - VeszprémFest 2023 - interjú magyar felirattal[50]

## Fordítás
- Ez a szócikk részben vagy egészben  a   Joss Stone című angol Wikipédia-szócikk fordításán alapul.  Az eredeti cikk szerkesztőit annak laptörténete sorolja fel. Ez a jelzés csupán a megfogalmazás eredetét és a szerzői jogokat jelzi, nem szolgál a cikkben szereplő információk forrásmegjelöléseként.
- Ez a szócikk részben vagy egészben  a   Joss Stone című német Wikipédia-szócikk fordításán alapul.  Az eredeti cikk szerkesztőit annak laptörténete sorolja fel. Ez a jelzés csupán a megfogalmazás eredetét és a szerzői jogokat jelzi, nem szolgál a cikkben szereplő információk forrásmegjelöléseként.

## További információ
- Hivatalos oldal
- Joss Stone a Facebookon
- Joss Stone a PORT.hu-n (magyarul)
- Joss Stone az Internetes Szinkronadatbázisban (magyarul)
- Joss Stone az Internet Movie Database-ben (angolul)
- Joss Stone a Rotten Tomatoeson (angolul)